# Army Medical Services Museum
L’Army Medical Services Museum est un musée militaire ouvert en 1982, situé à l'intérieur du centre d'entraînement des services de santé de la défense britannique (Defence Medical Services Training Centre) à Mytchett (en), dans le Surrey, en Angleterre.

## Collections

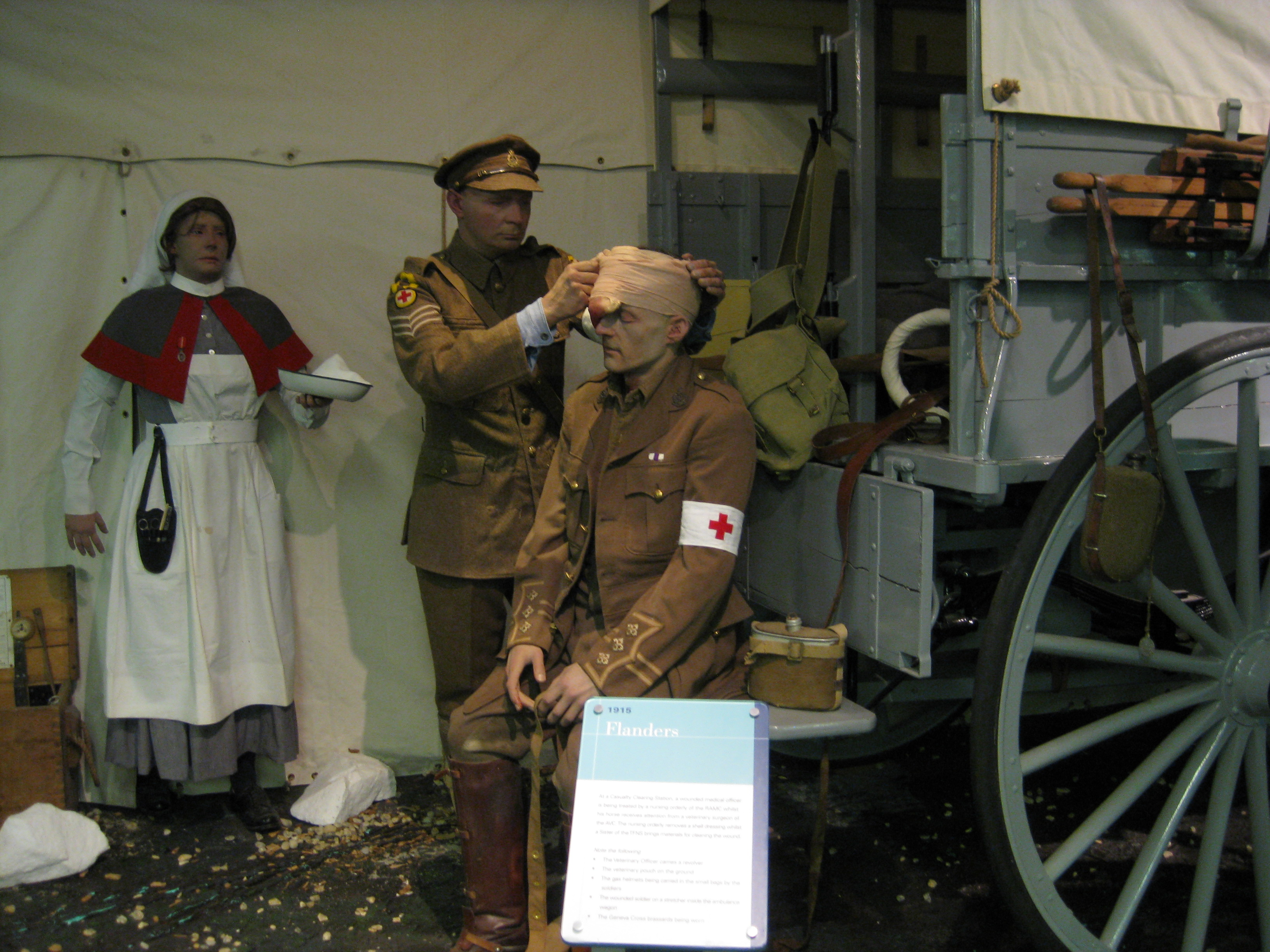
Diorama figurant le traitement d'un blessé durant la Première Guerre mondiale à l'Army Medical Services Museum

Le musée accueille des collections du Royal Army Medical Corps (RAMC) et du Queen Alexandra's Royal Army Nursing Corps (QARANC), ainsi que quelques objets du Royal Army Veterinary Corps (RAVC). Les collections du Royal Army Dental Corps (en) (RADC) sont conservées à Aldershot et fermées au public.
Les collections présentées incluent des uniformes et des insignes des différents corps des services de santé des armées, des équipements médicaux, des ambulances, une voiture utilisée par Florence Nightingale pendant la guerre de Crimée et une grande collection de médaille, y compris 23 des 29 croix de Victoria décernées aux services de santé de l'armée.